# Internationale Funkausstellung
IFA lub Internationale Funkausstellung (Międzynarodowa Wystawa Radiowa) — cykliczne targi elektroniki użytkowej, organizowane od 1926, we wrześniu na terenach Targów Berlińskich.

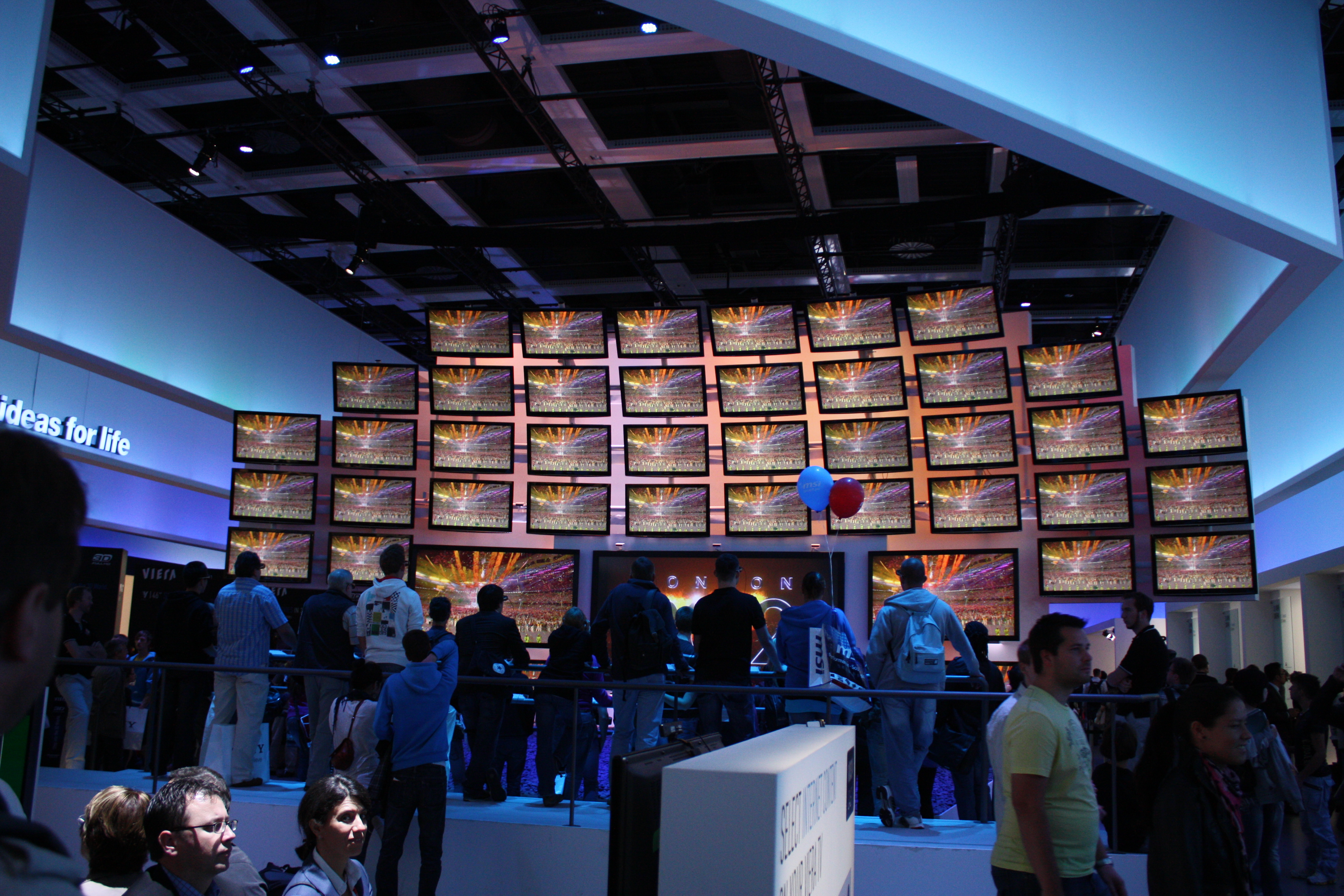
targi w 2010

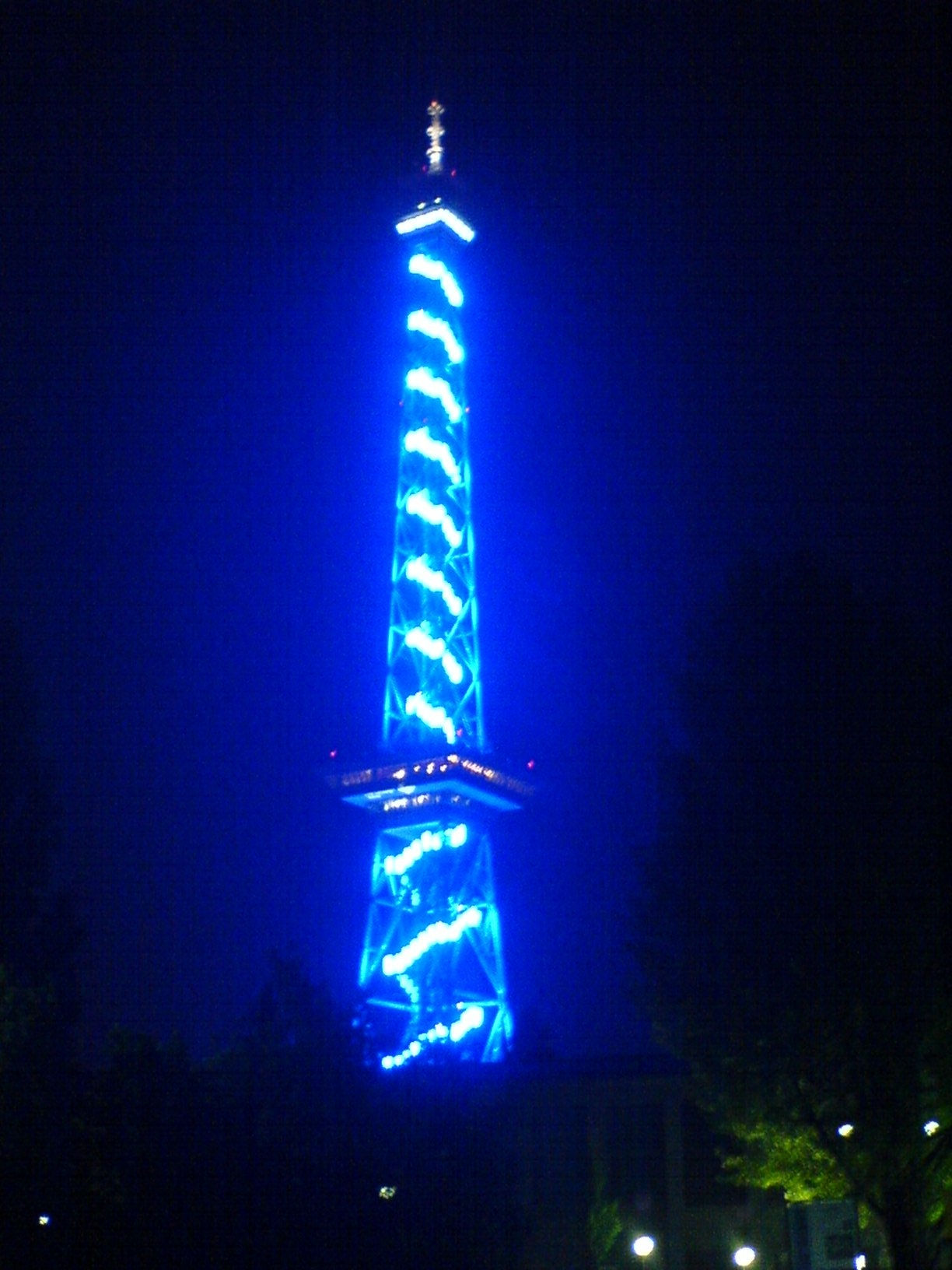
Funkturm w czasie trwania Internationale Funkausstellung Berlin w 2005.

Wystawa jest jedną z najstarszych imprez handlowych w Niemczech oraz największymi w świecie targami w zakresie elektroniki użytkowej.